# 玛丽亚·基谢廖娃
玛丽亚·基谢廖娃（拉丁化：Mariya Kiselyova，1974年9月28日—），俄罗斯女子花样游泳运动员、政治人物、電視主持人。2019年當選莫斯科市杜马議員。